# Pachydactylus rugosus
Pachydactylus rugosus este o specie de șopârle din genul Pachydactylus, familia Gekkonidae, descrisă de Smith 1849. Conform Catalogue of Life specia Pachydactylus rugosus nu are subspecii cunoscute.